# Good Timing
Good Timing – trzeci album studyjny południowokoreańskiej grupy B1A4, wydany 28 listopada 2016 roku przez wytwórnię WM Entertainment. Płytę promował singel „A Lie” (kor. 거짓말이야). Sprzedał się w nakładzie 77 472 egzemplarzy w Korei Południowej (stan na luty 2017 r.).

## Lista utworów
| Nr  | Tytuł | Słowa          | Kompozycja                           | Aranżacja                            | Czas |
| --- | --- | -------------- | ------------------------------------ | ------------------------------------ | ---- |
| 1.  | "Intro – Time"                                                                                            |                | Jinyoung, Moon Jeong-gyu             |                                      | 1:02 |
| 2.  | "A Lie" (kor. 거짓말이야 Geojitmal-iya)                                                                   | Jinyoung, Baro | Jinyoung                             | Jinyoung, Kang Myeong-sin            | 3:28 |
| 3.  | "The Moment I Fall For You Again" (kor. 너에게 한 번 더 반하는 순간 Neoege han beon deo banhaneun sungan) | Jinyoung, Baro | Jinyoung                             | Jinyoung, Captain Planet             | 3:54 |
| 4.  | "Good Timing"                                                                                             | Jinyoung, Baro | Jinyoung                             | Jinyoung, Captain Planet             | 3:32 |
| 5.  | "Nightmare" (kor. 악몽 Agmong)                                                                            | CNU, Baro      | CNU, Gureum                          | Gureum, humbert                      | 3:25 |
| 6.  | "In a Dream" (kor. 꿍에 Kkung-e)                                                                          | Jinyoung, Baro | Jinyoung                             | Jinyoung, Captain Planet             | 3:39 |
| 7.  | "Sparkling"                                                                                               | CNU, Baro      | CNU, RWAM                            | RWAM                                 | 3:37 |
| 8.  | "To My Star"                                                                                              | CNU, Baro      | CNU, Gureum                          | Gureum                               | 3:06 |
| 9.  | "Melancholy" (kor. 멜랑꼴리 Mellangkkolli)                                                                | Jinyoung, Baro | Jinyoung                             | Jinyoung                             | 3:07 |
| 10. | "I Will Find You" (okr. 내가 널 첮을게 Naega neol cheoj-eulge)                                            | Jinyoung, Baro | Jinyoung                             | Jinyoung, Moon Jeong-gyu             | 3:37 |
| 11. | "Drunk on You"                                                                                            | Jinyoung, Baro | Jinyoung                             | Jinyoung, Kang Myeong-sin            | 3:05 |
| 12. | "Together" (kor. 함께 Hamkke)                                                                             | Jinyoung       | Jinyoung                             | Jinyoung, Moon Jeong-gyu             | 3:27 |
| 13. | "When It Snows" (kor. 눈이 오면 Nun-i omyeon) (wer. CD)                                                   | Jinyoung, Baro | Jinyoung, Captain Planet, Zigzagnote | Jinyoung, Captain Planet, Zigzagnote | 3:27 |

## Notowania
| Lista                   | Pozycja |
| ----------------------- | ------- |
| Gaon Weekly Album Chart | 1       |
| Gaon Yearly Album Chart | 44      |
| Billboard World Albums  | 9       |
| Five Music (Tajwan)     | 1       |